# Omolabus nitidus
Omolabus nitidus es una especie de coleóptero de la familia Attelabidae.

## Distribución geográfica
Habita en Brasil.